# Antachara diminuta
Antachara diminuta är en fjärilsart som beskrevs av Achille Guenée 1852. Antachara diminuta ingår i släktet Antachara och familjen nattflyn. Inga underarter finns listade i Catalogue of Life.